# Krasnyj Jar (Oblast' di Astrachan')
Krasnyj Jar (in russo Красный Яр?) è un villaggio della Russia europea meridionale, situato nella oblast' di Astrachan'; è il centro amministrativo del distretto Krasnojarskij.
Si trova nel delta del Volga sulla riva sinistra di un ramo del fiume, il Buzan, a nord-est di Astrachan'.